# Crioprosopus saundersii
Crioprosopus saundersii är en skalbaggsart som beskrevs av White 1853. Crioprosopus saundersii ingår i släktet Crioprosopus och familjen långhorningar.
Artens utbredningsområde är Honduras. Inga underarter finns listade i Catalogue of Life.